# Keith Rowe
Keith Rowe (Plymouth, 16 marzo 1940) è un musicista e artista britannico.

## Biografia
È stato uno dei membri fondatori degli AMM, gruppo d'avanguardia attivo dal 1965 di cui non fa più parte dal 2009 (sebbene avesse già lasciato temporaneamente una volta la band, nel 1972).
Oltre ad essere stato il chitarrista principale del gruppo, Rowe diede un'impronta inconfondibile al sound della band inserendo nei brani segnali radio manipolati.
Ad oggi si dedica alla pittura.